# Orlando Arcia
Orlando Jesus Arcia (Anaco, 4 agosto 1994) è un giocatore di baseball venezuelano, Interbase per gli Atlanta Braves della Major League Baseball (MLB).
Anche suo fratello maggiore Oswaldo Arcia ha militato in Major League dal 2013 al 2016 e dal 2018 gioca nella Nippon Professional Baseball.

## Carriera

### Minor League (MiLB)
Arcia firmò come free agent internazionale con i Milwaukee Brewers nell'ottobre del 2010. Debuttò nel professionismo nel 2011 nella Dominican Summer League, la lega dominicana di classe rookie, affiliata alla MLB. Saltò la stagione 2012 a causa di una frattura alla caviglia rimediata durante lo spring training. Tornò in campo nel 2013 giocando in Classe A. Nel 2014 giocò in Classe A-avanzata e nel 2015 fu promosso in Doppia-A. Partecipò inoltre alle stagioni 2014 e 2015 del Venezuelan Professional Baseball League (il campionato si svolge in inverno) con i Caribes de Anzoategui. Iniziò la stagione 2016 in Tripla-A.

### Major League (MLB)
Arcia debuttò nella MLB il 2 agosto 2016, al Petco Park di San Diego contro gli San Diego Padres.
Il 1º luglio 2018 fu retrocesso in Tripla-A per la sua scarsa media di battuta. Fu richiamato il 26 luglio. Al termine della stagione regolare accede al post-stagione, per la prima volta della sua carriera.
Il 6 aprile 2021, i Brewers scambiarono Arcia con gli Atlanta Braves per Patrick Weigel e Chad Sobotka.

## Palmares

### Club
- World Series: 1

Atlanta Braves: 2021